# Демківці (Кам'янець-Подільський район)
Де́мківці — село в Україні, у Чемеровецькій селищній громаді Кам'янець-Подільського району Хмельницької області.

## Географія
Подільське село Демківці розкинулось на південному заході України, за 32 кілометра від Кам’янця-Подільського. Через село протікає річка Жванчик. Поряд знаходиться Івахнівецький ліс та Івахновецький заказник.

## Історія
Перша згадка про село припадає на 1493 рік. В лісі була печера – за переказом, сховок від татар.
1819 року Єлизавета Браницька повінчалася з графом Михайлом Воронцовим. У посаг вона, зокрема, дістала села Демківці та Почапинці.
Внаслідок поразки визвольних змагань на початку XX століття, село надовго окуповане російсько-більшовицькими загарбниками.
Радянська окупація принесла колективізацію та розкуркулення, мешканці села зазнали репресій.
У 1932–1933 роках селяни села пережили влаштований комуністами голодомор. Так, Тихон Лисак під час Голодомору врятував від смерті Пацьорка Івана, його дружину Наталку та трьох їхніх дітей, що вже лежали опухлі з голоду. Власна сім'я Тихона, у якій було четверо дітей, також голодувала. Лисак, вимінявши на останні пожитки гречаної підкруп'янки, готував із неї затірку і щодня носив її опухлим сусідам. Завдяки цій допомозі вони врятувалися від голоду. Також, під час голоду Шустіцький Григорко допоміг вижити Мурин Ользі та її дітям — Лідії і Михайлу.
З 1991 року в складі незалежної України.
15 вересня 2016 року шляхом об'єднання сільських територіальних громад, село увійшло до складу Чемеровецької селищної громади, до цього органом місцевого самоврядування була Свіршковецька сільська рада.
До адміністративної реформи 19 липня 2020 року село належало до Чемеровецького району, після його ліквідації, увійшло до складу Кам'янець-Подільського району.
13 травня 2022 року релігійна громада церкви Покрови Пресвятої Богородиці села перейшла з Московського патріархату в Православну Церкву України.

## Населення
Населення становить 777 осіб на 2001 рік.

## Релігія
- Церква Покрови Пресвятої Богородиці (ПЦУ)

## Відомі люди

### Уродженці
- Чемич Микола Дмитрович — український науковець, лікар-інфекціоніст вищої категорії, доктор медичних наук, професор.
- Сабадаш Ніна Степанівна — українська радянська діячка, новатор сільськогосподарського виробництва.
- Лисак Тихон — український селянин, внесений список рятівників людей від Голодомору в Україні (1932—1933).
- Шустіцький Григорко Данилович — український селянин, внесений список рятівників людей від Голодомору в Україні (1932—1933).

### Проживали, перебували
- Воронцова Єлизавета Ксаверівна — графиня, найясніша княгиня (1852) Росії польського походження. Власниця села Демківці.

## Охорона природи
Село лежить у межах національного природного парку «Подільські Товтри».

## Галерея

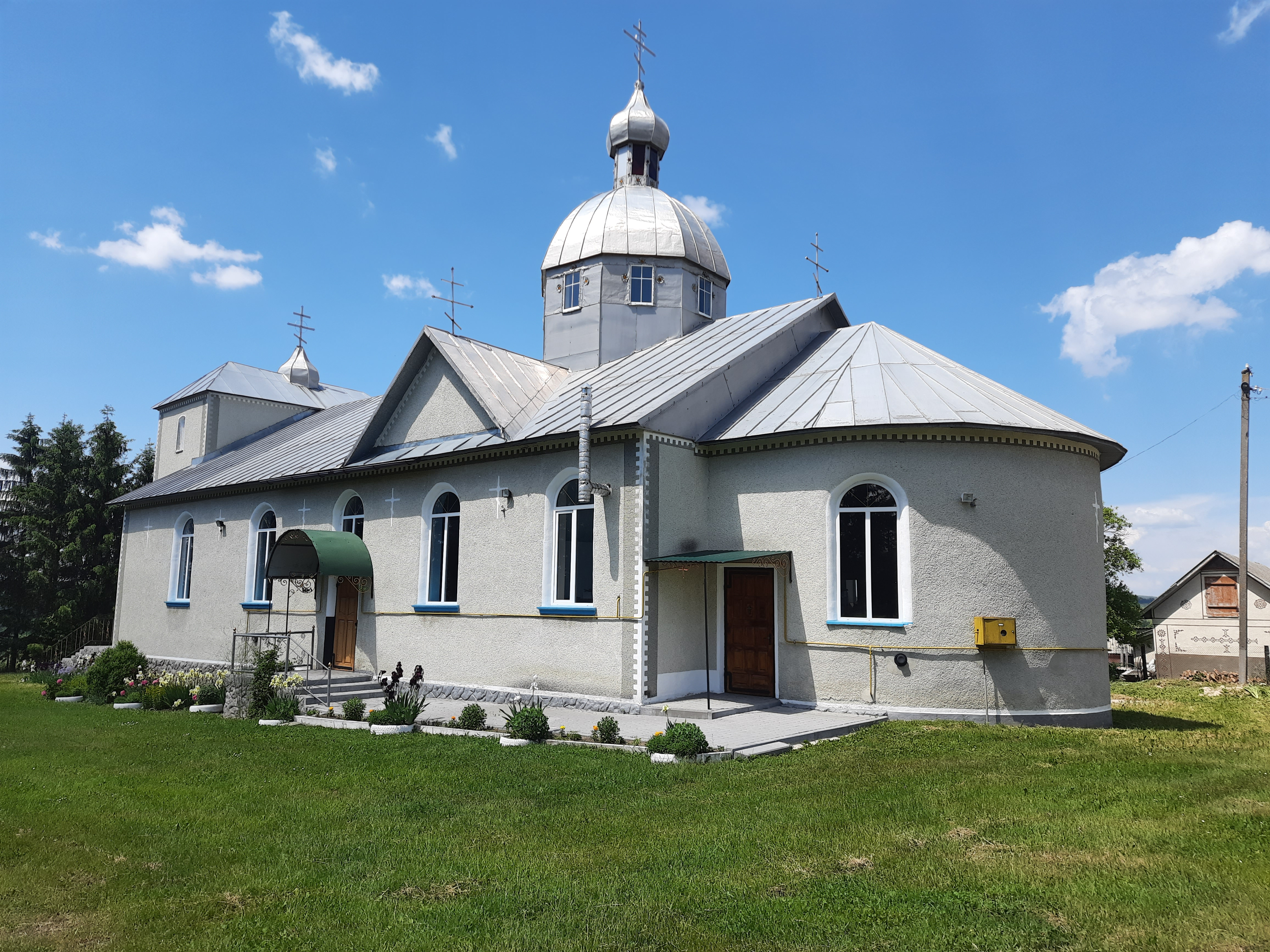
Покровська церква
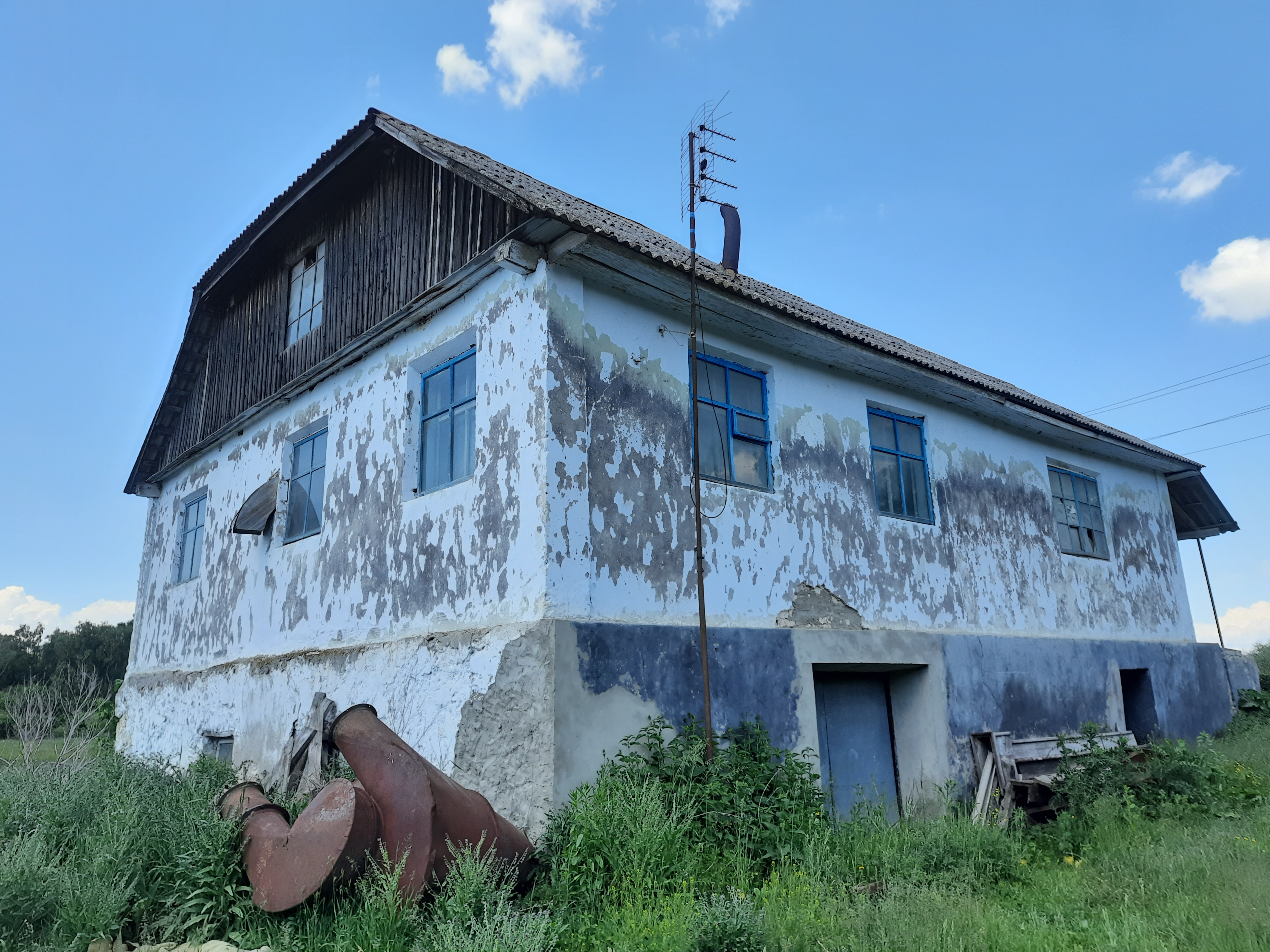
Старий млин
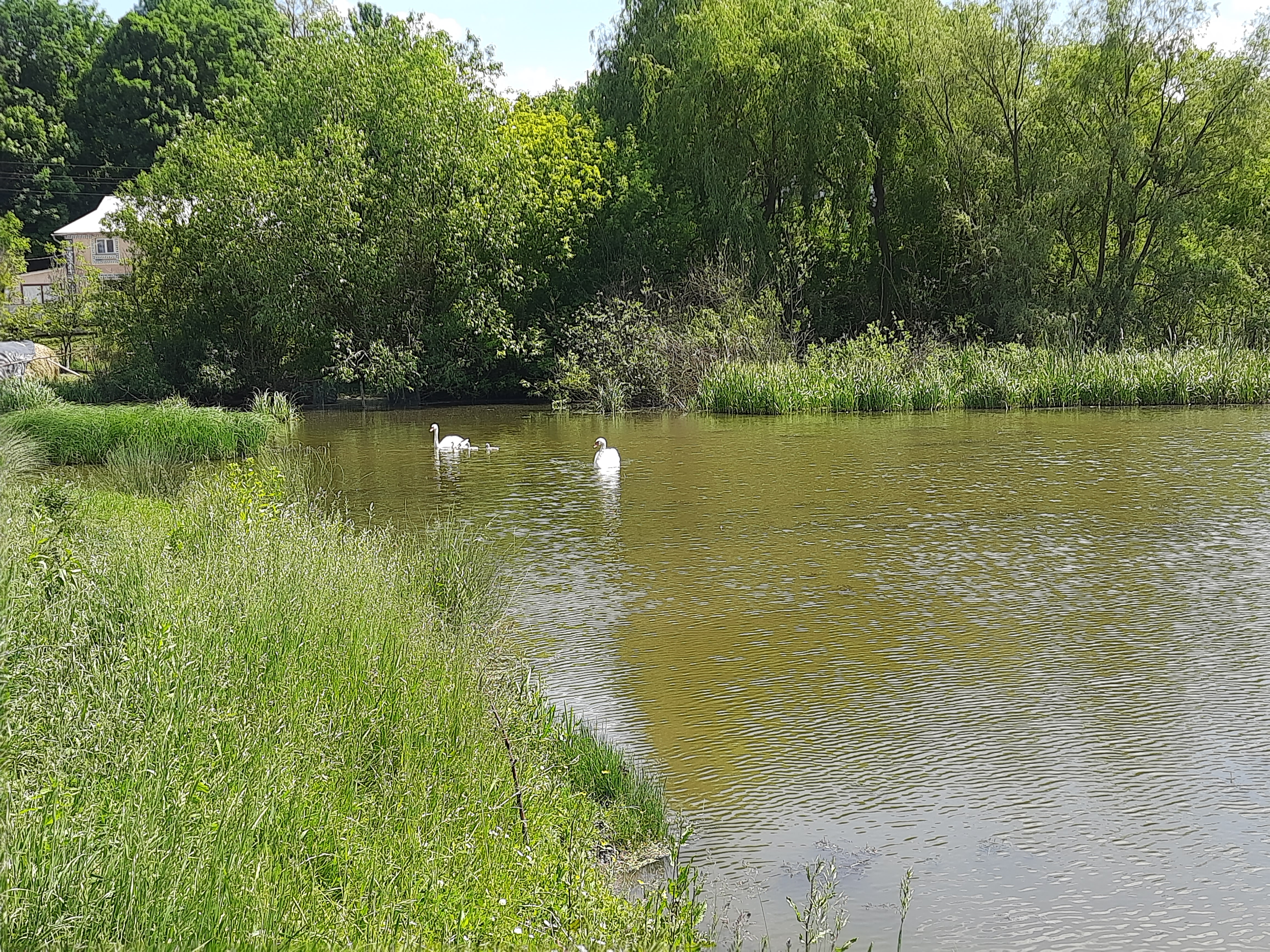
Ставок біля села
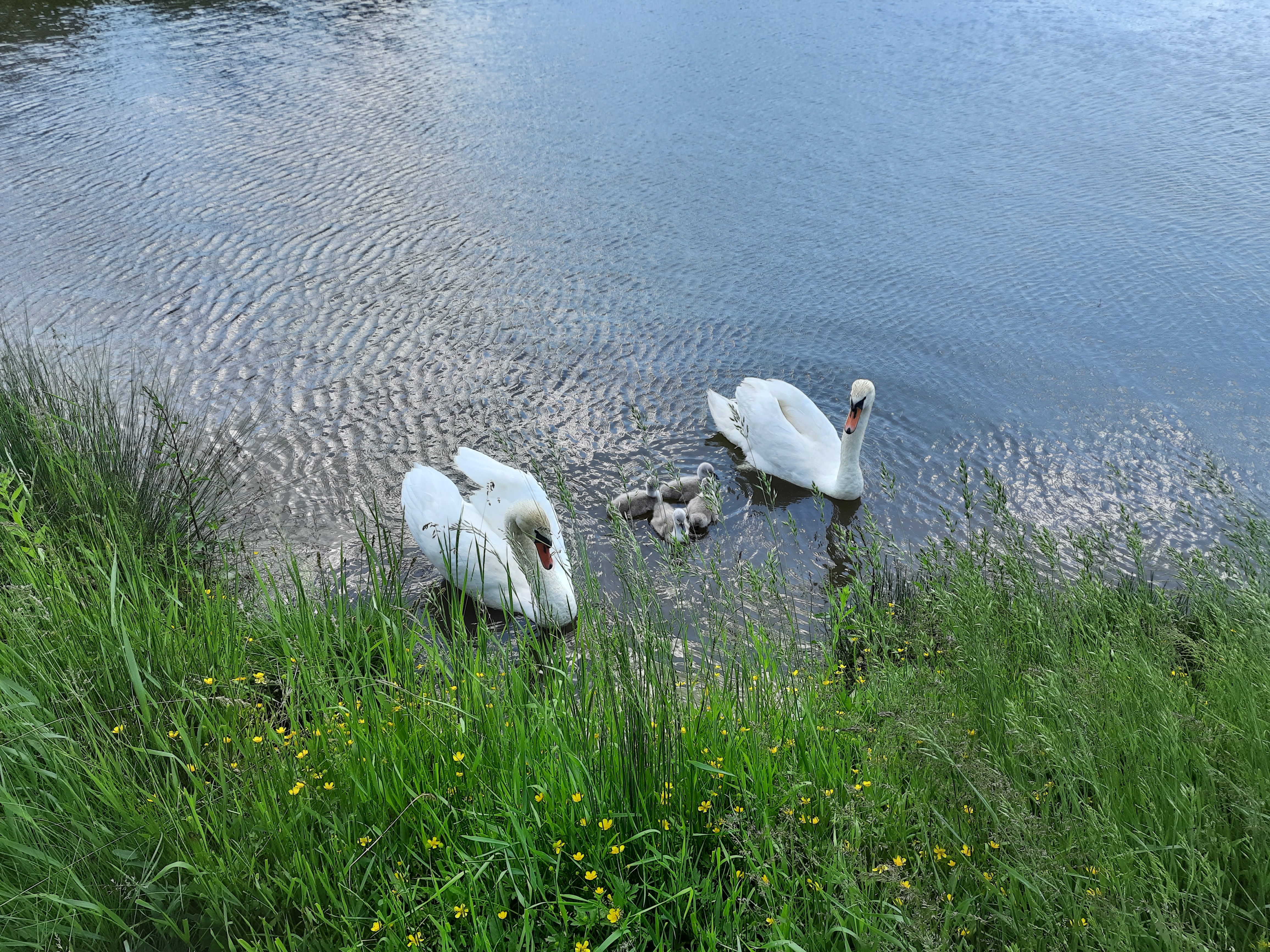
Лебеді на ставку